# McDonnell Douglas F-15 Eagle
McDonnell Douglas (numera Boeing) F-15 Eagle är ett taktiskt jaktplan, konstruerat av det amerikanska försvarsindustriföretaget McDonnell Douglas (numera en del av Boeing) för USA:s flygvapen, vars syfte är att upprätthålla luftherravälde.
Flygplanet togs i tjänst 1976 och har med stor framgång deltagit i bland annat Gulfkriget och Irakkriget. I luftstrid är det obesegrat med 104 nedskjutna motståndare och ingen nedskjuten F-15.
Sedan 1990-talet finns en vidareutvecklad variant i USA:s flygvapen, F-15E Strike Eagle, som är byggd för att både attackera markmål och bekämpa fientliga stridsflygplan. F-15 Eagle har även exporterats i olika konfigurationer till flera andra länders flygvapen.

## Beskrivning
Flygplanet F-15 har en stor aktionsradie, två motorer, kraftig och effektiv beväpning samt mycket goda flygegenskaper. Det är särskilt konstruerat för att en person – piloten – själv ska kunna genomföra luftstrid för att uppnå luftherravälde. F-15 Eagle är utrustat med en Dopplerradar.
Det första F-15-planet utvecklades för och levererades till USA:s flygvapen samt sattes först i tjänst 1976.
F15A har som luft jaktstrids robotar till: 4 Aim 9 sidwinder (Antingen aim 9L eller Aim9M) och 4 Aim 7 sparrow (Varianten Aim 7M) som jaktrobotar. Aim 9 sidwinder är en närstridsrobot som använder sig av värme för att låsa och följa målet medan Aim 7 sparrow är en medium distans stridsrobot som använder sig av radarsökare för att låsa och följa.
F15C (MCSP II) har tillgång till samma jaktrobotar som F15A fast med AIM-120 AMRAAM. Det är en medium distans stridsrobot fast med en egen radar i roboten. 
En speciell version, F-15E Strike Eagle, är en vidareutvecklad version av F-15 Eagle för markattack, samt som även är ett enhetsflygplan med två mans besättning.
Fler än 1 600 plan av F-15 har byggts i samtliga konfigurationer, inklusive F-15E. F15's alla varianter har en K/D av 104-0 

## Varianter
F-15A
Ensitsigt stridsflygplan för alla väder, 384 byggda 1972–1979.
F-15B
Träningsvariant med två säten, tidigare benämnd TF-15A, 61 byggda 1972–1979.
F-15C
Förbättrad ensitsigt jaktflygplansvariant för alla väder, 483 byggda 1979–1985. De 43 senaste F-15C:erna uppgraderades med radarfamiljen APG/7.
F-15D
Tvåsitsig träningsvariant, 92 byggda 1979–1985. Israels flygvapen använder den här varianten som attackflygplan.
F-15J
Ensitsigt stridsflygplan för alla väder för Japans flygvapen. 163 byggda under licens i Japan av Mitsubishi från 1981–1997; ytterligare två byggda i St. Louis.
F-15DJ
Tvåsits träningsvariant för Japan Air Self-Defense Force. 14 byggda i St. Louis och 36 byggda på licens i Japan av Mitsubishi under perioden 1981–1997.

## Användare
Enligt FlightGlobal är 919 F-15 stridsflygplan i alla olika varianter i tjänst år 2025. Följande tabell beskriver delvis läget:
| Variant | Köpta/I tjänst | Användare                                                                       |
| ------- | -------------- | ------------------------------------------------------------------------------- |
| F-15A   | 373/0          | USAF inklusive 18 "YF-15A". 46 har kraschat.                                    |
| F-15B   | 59/0           | USAF inklusive 2 TF-15A. 6 har kraschat.                                        |
| F-15C   | 408/23         | USAF. 58 har kraschat.                                                          |
| F-15D   | 62/17          | USAF. 7 har kraschat.                                                           |
| F-15A   | 0/17           | . 36 amerikanska F-15A har överförts till Israel. 3 har kraschat.               |
| F-15B   | 0/3            | . 3 amerikanska F-15B har överförts till Israel.                                |
| F-15C   | 18/22          | Israel. 5 F-15C överförda från USNG. 1 har kraschat.                            |
| F-15D   | 13/18          | Israel. 5+9 F-15D överförda från USNG, varav 6 för reservdelar. 3 har kraschat. |
| F-15C   | 47+9/59        | Saudiarabien. 20 F-15C överförda från USAF. Minst 5 har kraschat.               |
| F-15D   | 15+3/21        | Saudiarabien. 4 F-15D överförda från USAF.                                      |
| F-15J   | 165/155        | F-15C för Japan, licenstillverkade av Mitsubishi. 7 har kraschat.               |
| F-15DJ  | 50/44          | F-15D för Japan, licenstillverkade av Mitsubishi. 3 har kraschat.               |
|         | 1230/380       | Sammanlagt                                                                      |

## Galleri

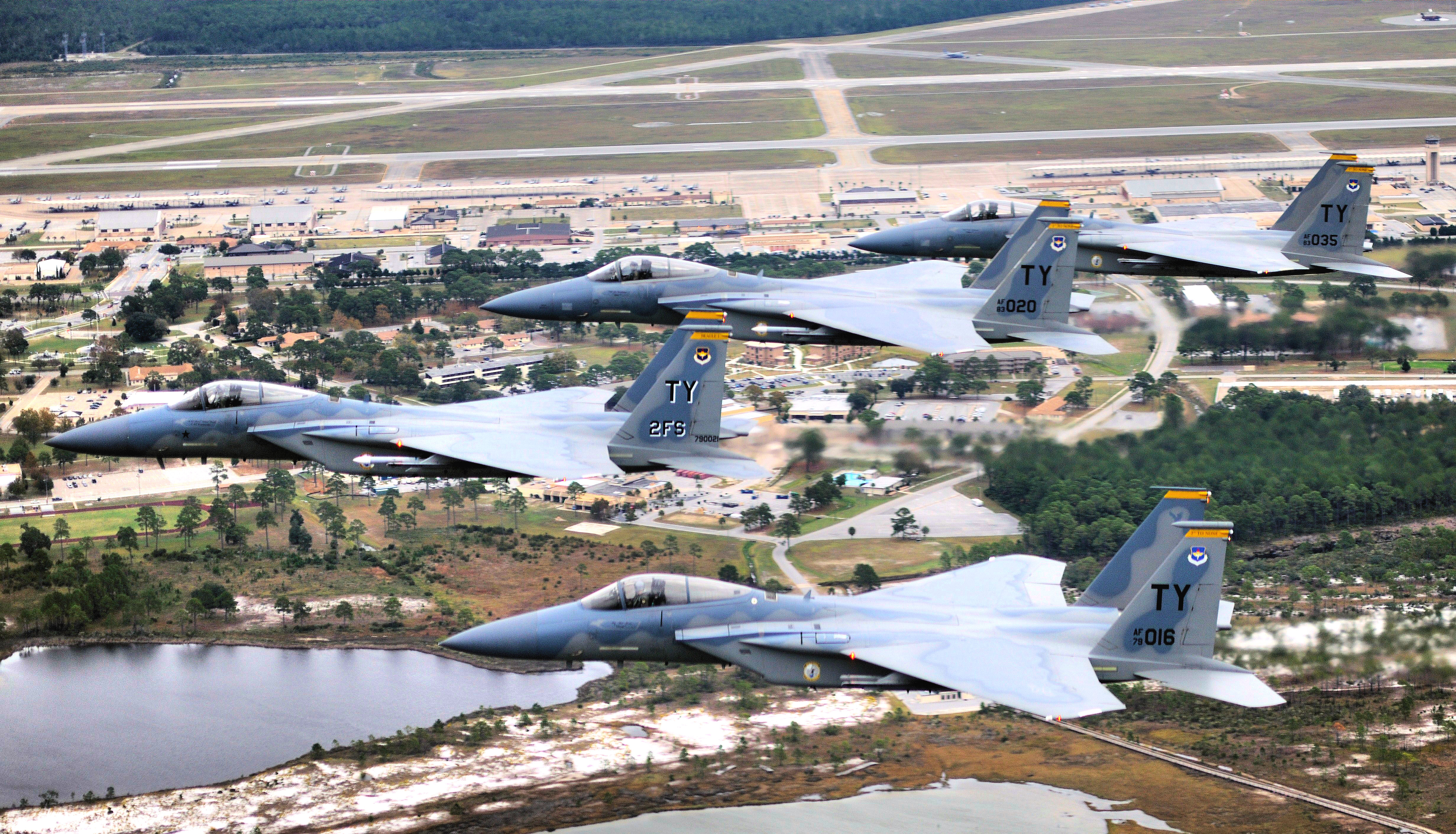
Fyra F-15 Eagle från USA:s flygvapen i formationsflygning över Tyndall Air Force Base i Florida, 2010.
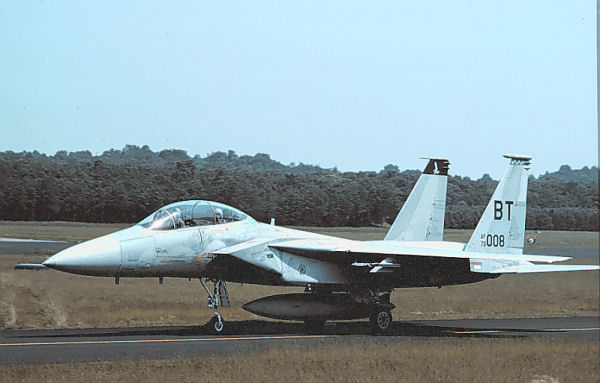
F-15D
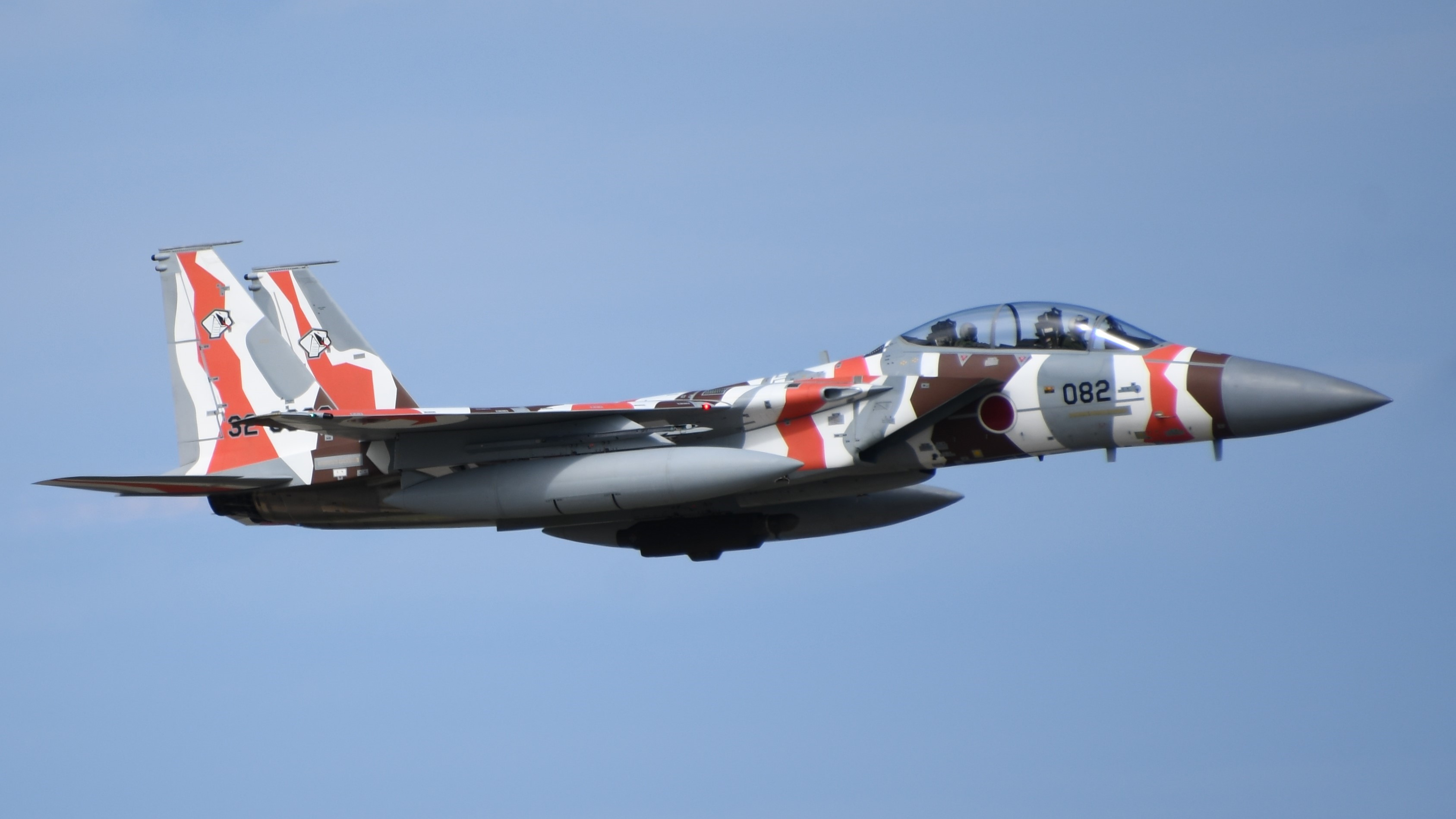
F-15DJ